# Hrabstwo Taylor (Wirginia Zachodnia)
Hrabstwo Taylor (ang. Taylor County) – hrabstwo w stanie Wirginia Zachodnia w Stanach Zjednoczonych. Obszar całkowity hrabstwa obejmuje powierzchnię 175,69 mil² (455,03 km²). Według szacunków United States Census Bureau w roku 2010 miało 16 895 mieszkańców.
Hrabstwo powstało w 1844 roku. 

## Miasta
- Grafton
- Flemington[4]

| Populacja hrabstwa w poprzednich latach | Populacja hrabstwa w poprzednich latach |
| Rok                                     | Liczba ludności                         |
| --------------------------------------- | --------------------------------------- |
| 1980                                    | 16 616                                  |
| 1990                                    | 15 144                                  |
| 2000                                    | 16 089                                  |
| 2010                                    | 16 895                                  |